# 管仲
管仲（前725年—前645年），姬姓，管氏，名夷吾，字仲，以字行，諡敬，通称为管子、管夷吾、管敬仲，颍上（今安徽省颍上县）人，春秋时期法家代表人物。齊國的政治家，哲学家，與樂毅齊名，周穆王的后代。管仲虽然仅是齐国下卿，却被视为中国历史上宰相的典范，任内大兴改革，重视商业。《国语·齐语》、《史記·管晏列傳》、《管子》、《左传》等都载有他的生活传记，《論語》中也有幾處關於孔子對他的評論，北宋蘇洵的《管仲论》也对管仲做出了分析和批判。

## 管鮑之交
年轻时家境贫困，鲍叔牙與管仲交往，往來過程中，管仲常佔鮑叔牙便宜，鲍叔牙不以為意，反為他著想，史稱“管鮑之交”。后来，管仲輔佐齐国公子纠，鲍叔牙輔佐其弟公子小白。
前686年，齐襄公被大夫連稱、管至父兵變殺死，公孫無知因而篡位。前685年春，齐大夫雍廪杀了公孙无知，公子小白即位，是为齐桓公，鲁国却支持其兄公子纠，因此齐国和鲁国之间发生战争，管仲射箭中了齐桓公的带钩，齐桓公裝死，騙過了管仲。後來齐国战胜，鲍叔牙向魯莊公要求处决公子纠，并把管仲交给齐国。在鲍叔牙强烈推荐下，齐桓公不計前嫌，拜管仲为相，甚至尊為「仲父」。管仲在齐国实行了一系列的改革，倡「尊王攘夷」，终于帮助齐桓公成就了霸业。
一次，在管仲病危的时候。齐桓公找管仲商量谁可接相位，提出要将相位传与鲍叔牙。而管仲却坚决反对，认为鲍叔牙虽是君子，为人近乎完美，但过于清白而容不得一丝丑恶，不适合做丞相；最後管仲推荐了隰朋。桓公四十一年，管仲卒。

## 管仲变法
管仲執政後，進行了一系列的改革。

### 經濟
管仲主張發展农业、手工业和商业，並实行土地制度改革，
推行分田到戶，把農地劃分比農民，然後按土地质量和产量分級徵稅，讓農民保留部分收穫。同時禁止農時季節徵役，保障農業產量。
商業方面，管仲建设市場讓商人聚居，考察四方物资，了解各地物价。並推出低税率，反垄断政策，加强对市场物价的控制，以稳定国家的经济。

### 政治

#### 行政
管仲推行國野分治政策，將統治區域劃分為二：
- 國：以國都為核心區域
  - 設21鄉（工商專屬6鄉，士族15鄉）[14]
  - 中央設「三官」管理體系：
    - 三宰（行政）
    - 三族（工匠）
    - 三鄉（市集）
    - 三虞（川澤）
    - 三衡（山林）[15]

- 野（郊外地區）：
  - 基層組織：
    - 30家→1邑（設邑司）
    - 10邑→1卒（設卒帥）
    - 10卒→1鄉（設鄉帥）
    - 3鄉→1縣（設縣帥）
    - 10縣→1屬（設大夫）

  - 全國分5屬，由五屬大夫統轄[16]

- 匯報機制：每年正月，五屬大夫須向齊桓公述職[17]

國野分治強化了中央對地方的控制，提高農業生產管理效率。

#### 軍事
實行軍政合一、兵民合一之制，農閒時訓練，有戰事時出征。這樣既提高了士兵戰鬥力，也不必支付養兵的費用。同時為解決武器短缺，推行兵器贖罪制，市民犯罪後可用兵器贖罪，從此，齊國兵器漸足，軍備大振。
軍政合一、兵民合一:
- 基層編制：
  - 每五家為一軌，設軌長
  - 每十軌為一里（50家），設里司
  - 每四里為一連（200家），設連長
  - 每十連為一鄉（2,000家），設良人（掌管軍令）

- 軍事組織：
  - 每家出一卒 → 每軌五卒為「伍」（由軌長統率）
  - 每里五十卒為「小戎」（由里司統率）
  - 每連二百卒為「卒」（由連長統率）
  - 每鄉二千卒為「旅」（由良人統率）
  - 每五鄉萬卒為「一軍」（十五鄉編三軍，由齊桓公、國子、高子各領一軍）

- 兵器贖罪：
  - 重罪：贖以犀甲+戟
  - 輕罪：贖以鞼盾+戟
  - 小罪：贖以金屬（銅鑄兵器，鐵鑄農具）
  - 訴訟勝方：需繳一束箭

### 外交
春秋時期，管仲提出「安四鄰」的外交策略，主張先與鄰國修好，歸還侵佔的土地，確立邊界，並以厚禮頻繁出使諸侯，使鄰國親附。同時，派遣遊士攜重金周遊列國，招攬賢才，並通過貿易監察各國情勢，選擇內部混亂的國家優先征伐。這被視為最早的「近交遠攻」戰略。

## 历史评价

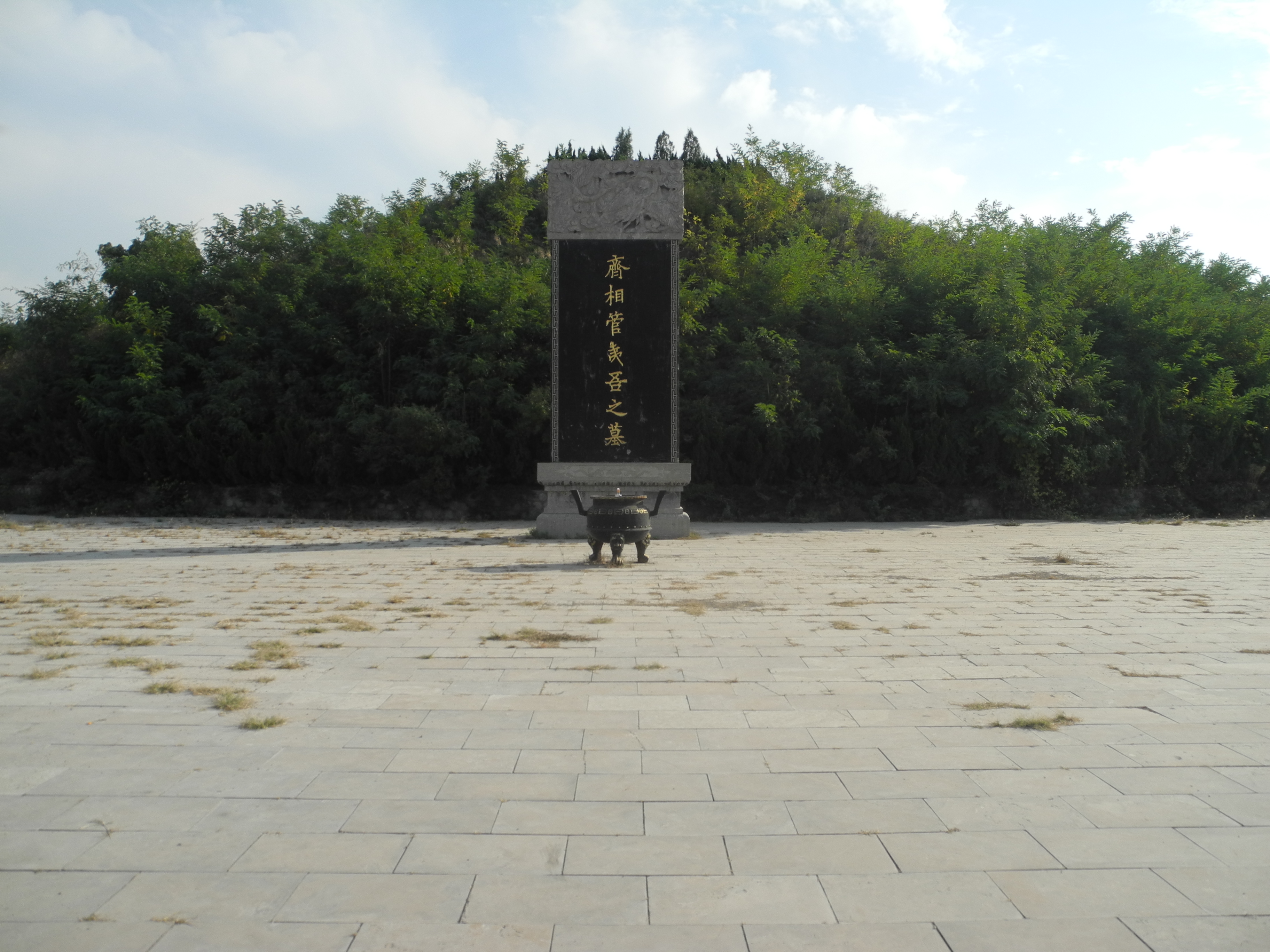
位于中国山东省淄博市临淄区的管仲墓

- 孔子曾言：“管仲之器小哉⋯⋯焉得儉？”但也说：“微管仲，吾其被髮左衽矣”、“桓公九合诸侯，不以兵车，管仲之力也。如其仁！如其仁！”等等。基本上稱讚管仲施政成績優異，使得齊國強大，褒大於貶。
- 司马迁《史記·管晏列传》中说：“天下不多管仲之賢而多鮑叔能知人也。”“管仲世所謂賢臣，然孔子小之。豈以為周道衰微，桓公既賢，而不勉之至王，乃稱霸哉？語曰：‘將順其美，匡救其惡，故上下能相親也。豈管仲之謂乎？’”《太史公自序》：“晏子俭矣，夷吾则奢；齐桓以霸，景公以治。”
- 刘安《淮南子·卷二十·泰族训》：“文王举太公望、召公奭而王，桓公任管仲、隰朋而霸，此举贤以立功也，夫差用太宰嚭而灭，秦任李斯、赵高而亡，此举所与同。故观其所举，而治乱可见也；察其党与，而贤不肖可论也。”
- 诸葛亮经常把自己比作管仲、乐毅。历史上管仲相齐，使齐国成为春秋五霸之首；诸葛亮相蜀，使刘备与曹操、孙权三分天下。二人皆呕心沥血，鞠躬尽瘁，而且居功至伟。
- 刘勰：“古之将相，疵咎实多。至如管仲孝窃，吴起之贪淫，陈平之污点，绛灌之谗嫉，沿兹以下，不可胜数。孔光负衡据鼎，而仄媚董贤，况班马之贱职，潘岳之下位哉？王戎开国上秩，而鬻官嚣俗；况马杜之磬悬，丁路之贫薄哉？然子夏无亏于名儒，浚冲不尘乎竹林者，名崇而讥减也。若夫屈贾之忠贞，邹枚之机觉，黄香之淳孝，徐干之沉默，岂曰文士，必其玷欤？”（《文心雕龙·程器第四十九》）
- 房玄龄：“至若夷吾体仁，能相小国，孔明践义，善翊新邦，抚事论情，抑斯之类也。”（《舊唐书·卷六十五·列传第三十五》）
- 李靖：“若乐毅，管仲，诸葛亮，战必胜，守必固，此非查天时地利，安能迩忽？”（《唐太宗李卫公问对》）
- 司馬光說：“管仲鏤簋朱紘，山楶藻梲，孔子鄙其小器。”[20]
- 根據唐代司馬貞為《史記》做的《索隱》，「王以民為天，民以食為天」是管仲的思想。管仲的原話是「王者以民為天，民以食為天，能知天之天者，斯可矣。」，《史记正义》：“夷吾成霸，平仲称贤。粟乃实廪，豆不掩肩。转祸为福，危言获全。孔赖左衽，史忻执鞭。成礼而去，人望存焉。”
- 成海應：“知人之術，不可學而能也。或失於小，或失於大，若拘以細行，則失於大，若取以大節，則失於小。失於大者，不若失於小也。管仲當貧賤時，欺負鮑叔多矣。其行豈能一一中於宜乎？凡人之志必薄之，顧乃畧其細而取其長，卒乃免於堂阜。而俾以齊國之政，己無與焉。無與焉者，不欲分其權也。是故，一匡天下而未嘗劃一策，九合諸侯而未嘗出一謀，桓公至謂之仲父而無猜忌，齊國只知有管仲而無嫉妬。此其心，豈非休休然大臣者耶。是故，子孫世執齊國之權，而其功德，反有加於管仲者也。”（「研經齋全集續集」10冊，史論，鮑叔）

## 延伸阅读
[在维基数据编辑]
 在维基文库阅读此作者作品（ 在维基共享资源阅览影像）
 《史記/卷062》，出自司馬遷《史記》